# リラクタンスモータ

6極のステータと4極のロータを持つスイッチトリラクタンスモータの断面

リラクタンスモータ（表記揺れ: リラクタンスモーター、英: reluctance motor ）とは、回転子の突極性のみを利用して回転する同期機。回転子には強磁性の鉄芯のみで構成され、永久磁石を使用しない無整流子電動機の一種である。発電機も含めた場合は、リラクタンス機（ - き）という。
構造はステッピングモータに似ており回転力はステッピングモータ同様にコイルによって生み出される磁界による吸引力によって生み出される。原理自体は130年前に考案されていたが騒音や振動、回転力（トルク）の変動（脈動）が大きい等の理由により普及には至っていなかった。近年、パワーエレクトロニクスとマイクロコンピュータを用いた制御技術の進歩により利用範囲が増えつつある。
リラクタンスモーターには複数の形式がある。
- 同期式リラクタンスモーター
- 可変式リラクタンスモーター
- スイッチトリラクタンスモータ
- 可変式リラクタンスステッピングモータ

リラクタンスモータは低コストで高出力密度で多くの用途への適用が考えられる。欠点は低速回転時に回転力の変動が大きく、回転力の変動に伴い騒音を発する事である。現在まで、それらの使用はモーターの設計と制御の固有の複雑さによって制限されてきた。これらの課題は、洗練されたコンピュータの設計ツールの使用や安価な組み込みシステムをモータ制御に使用することによる理論の進歩によって克服されつつある。これらの制御装置は通常、制御アルゴリズムを使用したマイクロコントローラを基にしてリアルタイムシステムで回転子の位置と電流や電圧をフィードバックする事により適切な形状の駆動波形を供給する。半径方向にも吸引力が働くのでこれが振動と騒音の原因になる。

## 特徴
利点
- 高速回転に適する
- 希土類磁石などを使用せず珪素鋼板と銅線だけで安価に作れる。
- 高出力のモータが実現可能

欠点
- 低速時に回転力が変動する
- 半径方向にも吸引力が働くので騒音、振動の原因になる
- 回転子の位置に同期しない場合には脱調するので制御が困難

## 設計と運転の基本
固定子は直流直巻整流子電動機と類似の複数の(突き出た)極で構成される。回転子は複数の出っ張りが磁気抵抗によって複数の磁極としての役割を果たす積層された珪素鋼板のような軟磁性の素材で構成される。
回転子の複数の極は通常は固定子の数よりも少なく、これにより、回転力の変動を最小化し、全ての極が一致することで回転力を生み出さない状態を防ぐ。
回転子の極が隣接する二つの固定子から等距離の場合、回転の極は"完全な非整列位置"状態であると呼ばれる。これは回転子にとって磁気抵抗が最大の位置である。"整列位置"において2つ(あるいはそれ以上の)回転子の極が二つ(あるいはそれ以上の)固定子の極と完全に整列した場合、(回転子の極が完全に固定子の極と向き合った状態)その位置は磁気抵抗が最小の位置である。
固定子の極に通電することによって回転子の回転力は磁気抵抗を減らす方向に働く。これにより最も近い回転子の極は整列していない位置から整列する位置(磁気抵抗の少ない位置)へ固定子の磁界によって引き寄せられる。これは電磁石によって強磁性の金属をひきつけるソレノイドに使用される効果と同じである。回転の維持には、常にローターを"引っ張る"よう、固定子の磁界を回転子の磁極に先駆けて回転させる必要がある。いくつかのモータは三相交流(同期式リラクタンスモータを参照)で駆動される。近年の大半の設計ではスイッチトリラクタンス型をコンピュータで制御する方法を採っており、始動、回転数制御、円滑な運転(少ないトルク変動)がもたらされている。
デュアルローターの配置はより少ない体積、または重量あたりのコストでより大きな回転力が得られる。
回転によって変化する磁気抵抗と同様、モータ内のそれぞれの巻き線の相のインダクタンスも、その位置によって変化する。これは制御装置の課題である。

## 形式

### 同期式リラクタンスモータ
同期式リラクタンスモータは固定子と回転子の数が同じである。回転子の出っ張りは内部のフラックス"障壁"の導入によって整列する。通常極の数は4と6である。
回転子は同期速度で運転され、回転子内には電流は流れず、それ故に回転子における損失は誘導モータよりも少ない。
一度、同期速度で回転を始めれば同期モータは正弦波電圧で運転できるが、速度制御は周波数変換機が必要である。
2020年（令和2年）11月26日には、三菱電機が世界初となる鉄道車両向け同期式リラクタンスモータとその制御技術を開発したと発表した。定格出力200kW級、最大出力450kW級で、既存の誘導モータと比較して損失を50%削減するという。東京メトロの車両に搭載して、2021年3月から夜間走行試験にて実車での性能評価を行われ、2021年3月24日から2021年4月14日まで、計 12 夜間の試験を実施し、『鉄道用「同期リラクタンスモーターシステム：SynTRACS」が実際の鉄道車両で運用可能であることを確認した』と、東京メトロが発表した。2024年（令和6年）11月29日には同じく三菱電機製のモータと制御装置を搭載した福岡市交通局4000系電車が本格導入としては世界初となる営業運転を開始した。

### スイッチトリラクタンスまたは可変式リラクタンスモータ
スイッチトリラクタンスモータ (SRM) は磁極の少ないステッピングモータの形態である。SRMはその単純な構造によりいかなる産業用モータよりも製造費用が安い。SRMの一般的な用途として鉱山のような長時間にわたり回転子を停止した状態で保持しなければならず、火花を出す整流子がないので防爆区画内での用途が想定される。
SRMの各相の巻き線は互いに絶縁されておりその結果インバータで駆動される交流誘導モーターよりも高い安全性を備える。回転力の非線形の変動は相対的な回転子の変位に起因し、固定子の巻き線のインダクタンスは位置に高度に依存するので、印加される波形は純粋な正弦波ではない。

#### 用途
- SRMはいくつかの洗濯機や掃除機[6][7]の設計に使用される。
- SRMは一般的に原子炉制御棒の駆動機構に使用される。